# Шевченківська сільська рада (Синельниківський район)
| Шевченківська сільська рада — колишній орган місцевого самоврядування у Синельниківському районі Дніпропетровської області з адміністративним центром у с. Шевченківське. Сільській раді підпорядковані населені пункти: - с. Шевченківське - с. Дніпровське - с. Котлярівське - с. Мажари - с. Рудево-Миколаївка |

## Склад ради
Рада складається з 12 депутатів та голови.

## Керівний склад сільської ради
| ПІБ                                | Основні відомості                                                         | Дата обрання | Дата звільнення |
| ---------------------------------- | ------------------------------------------------------------------------- | ------------ | --------------- |
| Цьось Володимир Федотович          | Сільський голова, 1962 року народження, освіта, безпартійний              | 26.03.2006   | 31.10.2010      |
| Краснопольський Петро Анатолійович | Сільський голова, 1963 року народження, освіта вища, член Партії регіонів | 31.10.2010   |                 |

Примітка: таблиця складена за даними джерела